# Niuginitermes
Niuginitermes es un género de termitas  perteneciente a la familia Termitidae que tiene las siguientes especies:

## Especies
1. Niuginitermes liklik
2. Niuginitermes variratae